# Jeff Farkas
Pour les articles homonymes, voir Farkas.
Jeffrey Thomas Farkas (né le 24 janvier 1978 à Williamsville, dans l'État de New York aux États-Unis) est un joueur professionnel retraité de hockey sur glace ayant évolué à la position de centre.

## Carrière
Réclamé par les Maple Leafs de Toronto au troisième tour du repêchage de 1997 de la Ligue nationale de hockey alors qu'il évolue pour les Eagles de Boston College, club évoluant dans la division Hockey East du championnat de la NCAA.
Malgré cette sélection par les Leafs, Farkas retourne avec les Eagles avec qui il reste durant trois saisons, étant appelé également à représenter les États-Unis à l'occasion des championnats mondiaux de 1996, 1997 et 1998.
Après une dernière saison avec Boston en 1999-00 où il est finaliste à l'obtention du trophée Hobey Baker remis au meilleur joueur de niveau universitaire aux États-Unis, il devient joueur professionnel et rejoint à l'occasion des séries éliminatoires de 2000 les Maple Leafs avec qui il dispute ses trois premières parties en LNH au côté de Igor Koroliov et Sergueï Berezine.
Il reste au sein de l'organisation des Maple Leafs durant deux autres saisons, jouant principalement avec leur club affilié dans la Ligue américaine de hockey, les Maple Leafs de Saint-Jean. Échangé à l'été 2002 aux Canucks de Vancouver, il rejoint alors leur club-école du Moose du Manitoba avec qui il ne dispute que trente-neuf rencontres avant d'être cédé aux Thrashers d'Atlanta.
S'alignant pour trois parties avec Atlanta, il dispute le reste de la saison avec les Wolves de Chicago avant de se retirer de la compétition.

## Statistiques

### Statistiques en club
| Saison     | Équipe                    | Ligue      |    | Saison régulière | Saison régulière | Saison régulière | Saison régulière | Saison régulière |   | Séries éliminatoires | Séries éliminatoires | Séries éliminatoires | Séries éliminatoires | Séries éliminatoires |
| Saison     | Équipe                    | Ligue      | PJ | B                | A                | Pts              | Pun              | PJ               | B | A                    | Pts                  | Pun                  |                      |                      |
| 1994-1995  | Scenics de Niagara        | EJHL       | 47 | 54               | 55               | 99               | 70               |                  |   |                      |                      |                      |                      |                      |
| 1995-1996  | Scenics de Niagara        | MTJHL      | 47 | 42               | 70               | 112              | 75               |                  |   |                      |                      |                      |                      |                      |
| 1996-1997  | Eagles de Boston College  | HE         | 35 | 13               | 23               | 36               | 34               |                  |   |                      |                      |                      |                      |                      |
| 1997-1998  | Eagles de Boston College  | HE         | 40 | 11               | 28               | 39               | 42               |                  |   |                      |                      |                      |                      |                      |
| 1998-1999  | Eagles de Boston College  | HE         | 43 | 32               | 25               | 57               | 56               |                  |   |                      |                      |                      |                      |                      |
| 1999-2000  | Eagles de Boston College  | HE         | 41 | 32               | 26               | 58               | 61               |                  |   |                      |                      |                      |                      |                      |
| 1999-2000  | Maple Leafs de Toronto    | LNH        |    |                  |                  |                  |                  | 3                | 1 | 0                    | 1                    | 0                    |                      |                      |
| 2000-2001  | Maple Leafs de Toronto    | LNH        | 2  | 0                | 0                | 0                | 2                |                  |   |                      |                      |                      |                      |                      |
| 2000-2001  | Maple Leafs de Saint-Jean | LAH        | 77 | 28               | 40               | 68               | 62               | 4                | 1 | 2                    | 3                    | 4                    |                      |                      |
| 2001-2002  | Maple Leafs de Toronto    | LNH        | 6  | 0                | 2                | 2                | 4                | 2                | 0 | 0                    | 0                    | 0                    |                      |                      |
| 2001-2002  | Maple Leafs de Saint-Jean | LAH        | 71 | 16               | 34               | 50               | 49               | 4                | 0 | 0                    | 0                    | 0                    |                      |                      |
| 2002-2003  | Moose du Manitoba         | LAH        | 39 | 11               | 14               | 25               | 28               |                  |   |                      |                      |                      |                      |                      |
| 2002-2003  | Wolves de Chicago         | LAH        | 24 | 5                | 12               | 17               | 14               |                  |   |                      |                      |                      |                      |                      |
| 2002-2003  | Thrashers d'Atlanta       | LNH        | 3  | 0                | 0                | 0                | 0                |                  |   |                      |                      |                      |                      |                      |
| Totaux LNH | Totaux LNH                | Totaux LNH | 11 | 0                | 2                | 2                | 6                | 5                | 1 | 0                    | 1                    | 0                    |                      |                      |

### Statistiques en équipe nationale
| Année | Équipe     | Compétition                 |   | PJ | B | A  | Pts | Pun               |  | Résultats |
| 1996  | États-Unis | Championnat du monde junior | 6 | 1  | 1 | 2  | 6   | 5e place          |  |           |
| 1997  | États-Unis | Championnat du monde junior | 6 | 1  | 1 | 2  | 4   | Médaille d'argent |  |           |
| 1998  | États-Unis | Championnat du monde junior | 7 | 6  | 4 | 10 | 6   | 5e place          |  |           |

## Honneurs et trophées
- Hockey East
  - Nommé dans la première équipe d'étoiles en 2000.
- NCAA
  - Nommé dans la première équipe d'étoiles de l'est des États-Unis en 2000.
  - Nommé dans l'équipe d'étoiles du tournoi de championnat en 2000.

## Transactions en carrière
- Repêchage 1997 : Réclamé par les Maple Leafs de Toronto (3e choix de l'équipe, 57e au total).
- 23 juin 2002 : échangé par les Maple Leafs aux Canucks de Vancouver en retour de Josh Holden.
- 20 janvier 2003 : échangé par les Canucks aux Thrashers d'Atlanta en retour de Chris Herperger et de Chris Nielsen.
- 28 juillet 2003 : annonce son retrait de la compétition.